# Wish World
"Wish World" é o sétimo episódio da 15.ª temporada da série de ficção científica britânica Doctor Who, lançado originalmente através do BBC iPlayer e Disney+ em 24 de maio de 2025. Foi escrito pelo showrunner da série, Russell T Davies, e dirigido por Alex Sanjiv Pillai. É a primeira parte de uma história dividida em duas partes que formam o season finale da temporada, sendo concluída com o episódio seguinte, "The Reality War", transmitido na semana seguinte.
O episódio retrata uma realidade falsa, heteronormativa, tematizado como a década de 1950, projetada por Conrad Clark (Jonah Hauer-King) a mando da Rani (Archie Panjabi). Ela tenta fazer o alienígena viajante do tempo conhecido como o Doutor (Ncuti Gatwa), sem memórias de quem ele realmente é, duvidar da realidade em que ele está para dividi-la e permitir que Omega, um dos fundadores dos Senhores do Tempo, volte ao universo.
Recebeu críticas mistas dos revisores, que destacaram positivamente a execução da falsa realidade, embora alguns tenham criticado a caracterização de Rani e o retorno de Omega, bem como o fato do episódio confiar demais em fan service.

## Enredo
Na Baviera, em 1865, a Rani captura uma encarnação recém-nascida de Desiderium, um membro do Panteão da Discórdia com o poder de transformar desejos em realidade. Em 23 de maio de 2025, o Doutor e Belinda despertam na realidade criada pela Rani como um casal com uma filha pequena, Poppy. A sociedade é supervisionada por Conrad Clark, que conta histórias do Doutor e dos Senhores do Tempo para o mundo, projetando sua visão de sociedade na Terra através do poder da criança roubada. Ruby Sunday, ciente de que algo está errado, é incapaz de convencer o Doutor de suas preocupações.
O Doutor, vivendo sob o nome de John Smith, vai trabalhar para a UNIT, que na realidade alterada é uma seguradora, onde testemunha o retorno de Rani à sua fortaleza de ossos sobre Londres. Enquanto isso, Belinda começa a questionar seu papel como mãe de Poppy ao não se lembrar de seu nascimento. Ruby conhece Shirley Bingham, ex-consultora científica da UNIT, que vive entre cidadãos deficientes deslocados pelo mundo e que também questionam a realidade em que se encontram.
Ao retornar do trabalho, o Doutor assiste à transmissão de Conrad, que é interrompida por imagens de sua neta Susan Foreman e de Ladino, este última o alertando de que a realidade em que se encontra está errada. O Doutor observa provas de que sua realidade não é real e compartilha sua descoberta com Belinda, mas ela o acusa de ter dúvidas. A Sra. Flood, agindo como executora da Rani, manda prender Belinda junto com o Doutor. A dupla é levada para a fortaleza da Rani, enquanto Ruby e Shirley usam um tablet da UNIT para se preparar para sequestrar a próxima transmissão de Conrad.
Na fortaleza, a Rani se regozija ao conhecer o Doutor e o lembra de quem ela e a Sra. Flood são. Ela revela que seu plano é criar uma realidade comprometida para destruí-la, com a ajuda das tentativas do Doutor de trazer Belinda de volta para casa. À meia-noite de 24 de maio, a realidade começa a entrar em colapso, com a intenção de trazer Omega, um dos fundadores dos Senhores do Tempo, de volta do Subverso. À medida que arranha-céus caem e o Doutor é jogado da torre, ele recupera suas memórias.

## Produção

### Desenvolvimento e elenco
"Wish World" foi escrito pelo showrunner da série, Russell T Davies. A decisão de lutar contra Rani como antagonista foi um pedido de Ncuti Gatwa, que desejava enfrentá-la em tela e solicitou isso a Davies.
O episódio apresenta um ensemble cast. Gatwa e Varada Sethu estrelam como o Décimo quinto Doutor e sua acompanhante, Belinda Chandra, respectivamente. Gatwa afirmou que o episódio lhe proporcionou um desafio divertido de ter que interpretar um personagem diferente de sua caracterização usual do Doutor. Millie Gibson retorna ao programa como Ruby Sunday, uma ex-acompanhante do Doutor e uma personagem regular da série. As duas encarnações da Rani são retratadas por Archie Panjabi e Anita Dobson, com a versão de Dobson também conhecida como Sra. Flood. Panjabi foi contatada pessoalmente para aparecer no programa como a Rani. Depois de reprisar brevemente seu papel em "The Story & the Engine", Sienna-Robyn Mavanga-Phipps aparece como Poppy, uma personagem apresentada pela primeira vez em "Space Babies".
Conrad Clark é interpretado por Jonah Hauer-King. Outros membros do elenco que retornam incluem Bonnie Langford , Ruth Madeley, Jemma Redgrave, Susan Twist, Alexander Devrient, Michelle Greenidge e Angela Wynter. Eles interpretam Mel Bush, Shirley Bingham, Kate Lethbridge-Stewart, Susan Triad, Christopher Ibrahim e Carla e Cherry Sunday, respectivamente. Jonathan Groff faz uma aparição especial como Ladino, que foi visto pela última vez em "Rogue". Sua participação foi filmada logo após ele terminar as filmagens daquele episódio. Carole Ann Ford aparece em uma outra participação especial como a neta do Doutor, Susan Foreman.

### Designde produção e filmagens
O cenário da UNIT foi reformulado, passando de uma aparência moderna e tecnológica para um estilo retrô inspirado na metade do século XX. O piso foi substituído por carpete, e máquinas de escrever e telefones de disco foram adicionados às mesas de trabalho. A aparência geral do mundo dos desejos de Conrad foi baseado no estilo dos anos 1950. O acampamento que aparece no episódio foi projetado com a intenção de acomodar todos os presentes, com a equipe trabalhando em parceria com Julie Fernandez, coordenadora de acessibilidade, para garantir que o cenário incluísse tudo o que fosse necessário para receber todos os atores do local.
O cenário do palácio de ossos foi esculpido como um cruzamento entre ficção científica e terror gótico, com inspiração em aves. A câmara principal do palácio foi um cenário reaproveitado e redesenhado do episódio anterior da temporada, "The Robot Revolution". O dispositivo sônico da Rani foi desenvolvido com uma estética mais próxima de instrumentos médicos, refletindo o passado da personagem. Um trecho do padrão do figurino usado por Kate O'Mara em sua interpretação da Rani foi incorporado ao cabo do dispositivo.
"Wish World" foi dirigido por Alex Sanjiv Pillai. As filmagens da cena de abertura na Baviera ocorreram em uma floresta, onde a grande quantidade de insetos atrapalhou a equipe de produção. A cena também utilizou diversos animais, como uma coruja, vários patos e um cavalo, que se mostraram difíceis de lidar, assim como as muitas crianças que participaram da cena, incluindo um bebê.
Mavanga-Phipps gravou suas cenas no estúdio 2 do Wolf Studios Wales em 10 de maio de 2024. O estúdio 3 continha o cenário do palácio de ossos, enquanto as cenas na torre da UNIT foram filmadas no estúdio 1 em 11 de abril. A cena em que Mel presencia Londres desmoronando ao seu redor foi realizada com ela posicionada no centro de um dolly de câmera de 360 graus, com a câmera, a iluminação e um fundo verde girando ao seu redor simultaneamente, enquanto ela olhava em volta.

## Transmissão e recepção

### Transmissão
"Wish World" foi lançado simultaneamente às 8h (BST) no BBC iPlayer no Reino Unido e no Disney+ no resto do mundo em 24 de maio de 2025. Uma transmissão na BBC One ocorreu mais tarde naquele dia. Ele teve um lançamento limitado nos cinemas junto com "The Reality War" nos cinemas do Reino Unido e da Irlanda em 31 de maio.

### Audiência
O episódio foi visto por 1,8 milhões de pessoas durante a noite de estreia, sendo o quinto programa mais assistido naquele dia.

### Recepção crítica
| Críticas profissionais: | Críticas profissionais: |
| Avaliações da crítica   | Avaliações da crítica   |
| Fonte                   | Avaliação               |
| ----------------------- | ----------------------- |
| Bleeding Cool           | 8/10                    |
| GamesRadar+             | [ 20 ]                  |
| IGN                     | 3/10                    |
| Vulture                 | [ 22 ]                  |

Uma crítica majoritariamente positiva publicada pela GamesRadar+ destacou o uso eficaz dos personagens, a execução da realidade falsa e o comentário social transmitido por meio da realidade heteronormativa do episódio. No entanto, o crítico apontou negativamente a quantidade de tramas deixadas em aberto para "The Reality War" e a caracterização da Rani, que considerou excessivamente semelhante a outro vilão da série, o Mestre. Stefan Mohamed, escrevendo para o Den of Geek, também elogiou a execução da realidade falsa e o design do episódio, bem como a caracterização e as atuações. Por outro lado, criticou o retorno de Omega, considerando-o fraco e excessivamente dependente da história passada da série. Também criticou a forma como a Rani explicou seu plano, dizendo que não foi a exposição mais elegante já escrita por Davies.
Escrevendo para o Engadget, Daniel Cooper destacou os elementos de terror nas sequências da realidade falsa e o cliffhanger envolvendo Poppy. Ele não gostou do retorno de Omega, achando-o um vilão obscuro e pouco interessante, além de considerar o plano da Rani sem sentido. Já Ryan Woodrow, na Newsweek, elogiou o uso de Conrad e da realidade falsa, os retornos-surpresa de Ladino e do Panteão, e a reviravolta no clichê de protagonistas escapando de uma falsa realidade.
Robert Anderson, escrevendo para a IGN, fez uma crítica negativa ao episódio, considerando fraca a execução dos personagens e alegando que o enredo se apoiou demais em fan service com a inclusão da Rani e de Omega, personagens que, segundo ele, foram utilizados de forma gratuita e forçada.